# (3064) Zimmer
Pour les articles homonymes, voir Zimmer.
(3064) Zimmer est un astéroïde de la ceinture principale découvert le 28 janvier 1984 à l'observatoire Lowell à Flagstaff en Arizona par l'astronome américain Edward Bowell. Sa désignation provisoire était 1984 BB1.
Il doit son nom à l'horloger et astronome amateur belge, Louis Zimmer (1888-1970).
Un schéma de l'orbite de cet astéroïde et de l'astéroïde (1664) Felix figure dans une représentation du système solaire installée sur la petite place devant la tour Zimmer à Lierre en Belgique. Cette tour, nommée d'après Louis Zimmer, abrite un musée de l'astronomie et des mécanismes horloger, ainsi qu'une horloge astronomique.